# Gustav Schläger
Gustav Hermann Theodor Brinkama Schläger (* 7. Juli 1869 in Neisse; † 30. November 1930) war ein deutscher Lehrer.
Der Sohn des Majors Carl Gustav Wilhelm Schläger und dessen Ehefrau Friederike, geb. Brinkama, absolvierte 1889 das Lyzeum I in Hannover, studierte Theologie und bestand 1893 das erste und 1896 das zweite theologische Examen in Hannover. Er legte auch Prüfungen für Lehrer an Mittelschulen und Rektoren ab. Im November 1902 wurde er in Erlangen mit einer Dissertation zu Johann Baptist Grasers Divinitätsprinzip promoviert.
Von 1897 bis 1899 war er Mittelschullehrer in Lehrte, und danach bis 1901 Rektor der Bürgerschule in Lemgo. Nachdem er im April 1902 die Prüfung für das Lehramt an höheren Schulen bestanden hatte, war er kurzzeitig Vertreter am Gymnasium in Goslar und dann Hilfslehrer am Matthias-Claudius-Gymnasium in Wandsbek. Ab 1903 war er Oberlehrer an der Realschule in Celle und wechselte 1908 an die Oberrealschule II i. E. zu Kassel. 
1915 bis 1930 war er Vorsitzender des Vegetarierbundes Deutschland und gab die Mitgliederzeitschrift Vegetarische Warte heraus. Er sammelte Inspirationen zum Vegetarismus in der Antike, die der Philologe Johannes Haußleiter (* 1893) 1935 veröffentlichte. Sein Nachfolger im Vorstand wurde Bruno Wolff (1931–1935).

## Veröffentlichungen
- Gustav Schläger: J. B. Grasers „Divinitätsprinzip“ und dessen Stellung in der Geschichte der Pädagogik. Schweiger & Pick, Celle 1903; zugleich: Philosophische Dissertation, Universität Erlangen, 1902
- W[illem] C[hristiaan] van Manen (Autor); G. Schläger (Übersetzer aus dem Holländischen): Die Unechtheit des Römerbriefes. Strübig, Leipzig 1906
- G[ustav] Schläger: Der Vegetarismus als wirtschaftliche Notwendigkeit und sittliches Gebot (= Serien: Vortrupp-Flugschrift, Nr. 62). Alfred Janssen, Hamburg 1919
- Gustav Schläger: Der Hirt des Hermas eine ursprünglich Jüdische Schrift. H. D. Tjeenk Willink & Zoon, Haarlem 1927